# Clube Atlético Ituano
O Clube Atlético Ituano foi um clube brasileiro de futebol da cidade de Itu, interior do estado de São Paulo. Fundado em 15 de maio de 1953, suas cores eram  vermelho e preto. Conquistou o bicampeonato da Terceira Divisão do Campeonato Paulista em 1954 e 1955.

## História
Sucessor do Esporte Clube Oficina Gazzola, o primeiro time da cidade a se registrar na Federação Paulista de Futebol, o Clube Atlético Ituano foi o primeiro a se tornar profissional, estreando em 1954, ano em que é criada a Terceira Divisão estadual (atual A-3) e, logo no primeiro ano, o rubro-negro sagra-se campeão. Como não havia acesso, a equipe teria que repetir o feito se quisesse subir para a Segunda Divisão (atual A-2), o que de fato aconteceu, tornando-se bicampeão e disputando a divisão de acesso de 1956, permanecendo até 1959, sua melhor fase. 
Apesar de ser dono de um patrimônio invejável para a época, a partir dos anos 1960 o Atlético Ituano faz campanhas ruins e começa a entrar em dificuldades financeiras. Em 1960, voltou a disputar a Terceira Divisão, e permanece nela até 1964. Em 1965, não retornou mais aos gramados profissionais. Finalmente, termina por encerrar suas atividades. 
Para os saudosistas da cidade, é válido lembrar a memorável partida valendo o título da Taça Cidade de Itu, em 1957, onde a equipe rubro-negra travou uma batalha com a Associação Atlética Sorocabana. Essa partida representa muito para o futebol na cidade até os dias atuais.
Com o fim do Atlético, e a paralisação da Associação Atlética Sorocabana, a cidade fica órfã de um time de futebol profissional até 1977, quando esportistas Ituanos reativam o "Expressinho de Aço", como era conhecida a Associação Sorocabana, rebatizando-a de Ferroviário Atlético Ituano (atual Ituano Futebol Clube). Um desses esportistas responsáveis pela reestruturação do futebol em Itu, José Cláudio Carneiro, foi ponta-direita do elenco do Atlético Ituano, bicampeão em 1954 e 1955.

## Estádio
O "Marechal de Ferro", como era chamado o rubro-negro, mandava suas partidas no estádio Álvaro de Souza Lima, no Jardim Padre Bento, também conhecido como "Da Baixada". Hoje em dia, esse estádio serve de palco para jogos decisivos dos Campeonatos Amadores de Itu.

## Títulos

### Estaduais
- * Campeonato Paulista - Terceira Divisão: 2 vezes (1954 e 1955).